# Notophorina atra
Notophorina atra är en insektsart som beskrevs av Burckhardt 1987. Notophorina atra ingår i släktet Notophorina och familjen rundbladloppor. Inga underarter finns listade i Catalogue of Life.